# 喬·摩根
喬·雷納德·摩根（英語：Joe Leonard Morgan，1943年9月19日—2020年10月12日），為美國職棒大聯盟的二壘手。職業生涯曾效力過45口徑手槍(今太空人)、紅人、巨人、費城人與運動家。他在1975年和1976年不僅都拿下世界大賽冠軍，同時還拿下國聯MVP大獎。1990年，他在獲得首次名人堂票選資格便成功入選。
退休之後，摩根便在紅人、巨人、ESPN和NBC體育擔任播報員，之後他在紅人隊擔任球隊特別顧問。2020年10月12日，摩根去世，享年77歲。

## 職業生涯

### 休士頓45口徑手槍/太空人
1962年，摩根以業餘自由球員身分與45口徑手槍隊簽約。不過他在生涯早期因為打擊姿勢不正確導致打擊率過低。他的隊友Nellie Fox建議他在打擊時稍微夾一下後手臂，摩根也聽從了這個建議，後來這個動作成為了摩根的正字標記。
1966年，摩根首度入選明星賽。而他在這年6月25日因為在打擊練習時被隊友打的球擊中，導致他缺席了40場比賽。結果太空人在這40場比賽僅拿下11勝29敗。
摩根在休士頓打了10年球，入選兩次明星賽。雖然他在1971年結束後仍和球隊簽約，不過當時的總教練Harry Walker認為他是個麻煩人物，所以最後將他交易至紅人隊。

### 辛辛那提紅人
摩根的交易案是紅人由弱轉強的一個轉捩點，儘管太空人獲得兩位全明星選手Lee May、Tommy Helms還有野手Jimmy Stewart，使得許多「專家」們都認為太空人是這筆交易案的贏家。除了摩根，塞薩·傑隆尼默、Jack Billingham、Denis Menke和Ed Armbrister也被交易到紅人隊。
在加入大紅機器後，摩根的表現更上層樓，而他也連續8年(1972-1979)入選明星賽。
紅人當時陣中有摩根、彼得·羅斯、強尼·班奇、湯尼·培瑞茲和戴夫·康塞普西翁等知名球星，球隊也連續2年拿下世界大賽冠軍。1975年世界大賽第7場，摩根敲出了關鍵安打送回老肯·葛瑞菲，而摩根在1975年與1975年拿下國聯MVP，成為史上第一位連續2年獲得MVP殊榮的二壘手。這兩年他的打擊率為3成24，並敲出44轟與205分打點，並有127次盜壘成功與246次保送。
儘管摩根的生涯打擊率為2成71，不過他在巔峰時期的打擊率都不曾低於2成88。而他也靠著優異的選球能力選到一堆保送，使得他的上壘率高達3成92。他在職業生涯也敲出了268轟，449支二壘安打與96支三壘安打。除了進攻火力，摩根的防守也很不錯，他曾在1973年至1977年間連續獲得金手套獎。

### 生涯後期
1980年，摩根重返太空人。並幫助球隊拿下分區冠軍，不過最後他們在國聯冠軍賽上輸給費城人隊。
之後摩根在巨人隊待了2年，他在1982年球季的最後一場比賽敲出致勝全壘打，讓道奇隊無法拿下分區冠軍。這年他還獲得威利·麥克獎。
1983年，他加入了費城人隊，並與前隊友彼得·羅斯和湯尼·培瑞茲團聚。不過這年費城人在世界大賽上輸給金鶯，摩根也在隔年轉戰運動家隊。1984年球季結束後，摩根宣布退休。

### 紀念

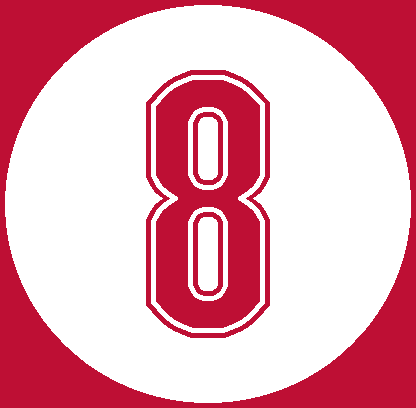
1987年，紅人隊將摩根的8號球衣退休。

1987年，摩根入選紅人隊的名人堂，而他的球衣也在這年被紅人隊退休。
1988年3月，摩根在洛杉磯國際機場突然昏倒。結果洛杉磯警方認為摩根體內運有毒品而將其逮捕。他在1991年上訴認為警方違反人權，不過在1993年上訴被駁回。
棒球數據專家Bill James也將摩根評為大聯盟史上最傑出的二壘手，他的排名甚至比艾迪·柯林斯與羅傑·霍斯比兩位上古球員還前面。
1999年，The Sporting News將摩根評選為棒球百大球星的第60名。而他也獲得提名入選美國職棒大聯盟世紀明星隊的最終決選名單內。

## 生涯打擊數據
| 出賽場次 | 打席  | 打數 | 得分 | 安打 | 二安 | 三安 | 全壘打 | 打點 | 盜壘 | 保送 | 三振 | 打擊率 | 上壘率 | 長打率 | 守備率 |
| -------- | ----- | ---- | ---- | ---- | ---- | ---- | ------ | ---- | ---- | ---- | ---- | ------ | ------ | ------ | ------ |
| 2649     | 11329 | 9277 | 1650 | 2517 | 449  | 96   | 268    | 1133 | 689  | 1865 | 1015 | .271   | .392   | .427   | .981   |

## 外部連結
- 球員資訊和成績在MLB，ESPN，Baseball-Reference，Fangraphs（英文）
- 喬·摩根在台灣棒球維基館上的頁面（繁體中文）

| 前任： 盧·布羅克 Bob Watson George Foster | 國聯單月表現最佳球員 1975年4月 1975年6月 1976年8月 | 繼任： Bob Watson Dave Kingman Steve Garvey |